# Stefania Corna
Stefania Corna est une joueuse italienne de volley-ball née le 5 novembre 1990 à Bergame. Elle mesure 1,90 m et joue au poste de passeuse.

## Clubs
| Club                       | Pays   | De        | À         |
| -------------------------- | ------ | --------- | --------- |
| Volley Bergame             | Italie | 2003-2004 | 2004-2005 |
| Club Italia                | Italie | 2005-2006 | 2006-2007 |
| Volley Bergame             | Italie | 2007-2008 | 2007-2008 |
| Volley Club Milano         | Italie | 2008-2009 | 2008-2009 |
| Parma Volley               | Italie | 2009-2010 | 2009-2010 |
| Minerva Volley Pavia       | Italie | 2010-2011 | 2010-2011 |
| Cuatto Giaveno Volley      | Italie | 2011-2012 | 2011-2012 |
| VBC Casalmaggiore          | Italie | 2012-2013 | 2012-2013 |
| Promoball Volleyball Flero | Italie | août 2013 | sept 2013 |
| Robur Pallavolo Scandicci  | Italie | jan 2014  | …         |

## Palmarès

### Équipe nationale
- Championnat d'Europe des moins de 20 ans
  - Vainqueur : 2006
- Championnat d'Europe des moins de 20 ans
  - Vainqueur : 2008

### Clubs
- Coupe d'Italie
  - Vainqueur : 2008